# Bloedbad in Nova Scotia
Het bloedbad in Nova Scotia vond plaats op 18 en 19 april 2020 in de Canadese provincie Nova Scotia. De 51-jarige werkloze tandarts Gabriel Wortman reed vermomd als politieagent naar verschillende plekken in de provincie en schoot 22 mensen dood. Het is tot op heden de dodelijkste schietpartij in de geschiedenis van Canada.

## Schietpartij
Op zaterdag 18 april 2020 kreeg de Canadese politie rond 23:30 uur lokale tijd een melding van een schietpartij in het plaatsje Portapique. Daarna schoot de dader op verschillende plekken in Nova Scotia mensen dood. Behalve uit Portapique kwamen er op 19 april ook meldingen uit Wentworth, Debert, Shubenaca en Enfield. Na een zoektocht van twaalf uur en een achtervolging werd de dader bij een tankstation in Enfield door de politie doodgeschoten.
Wortman had de schietpartij goed voorbereid: zowel het uniform als de auto waren zo goed vermomd dat ze op dat moment niet van echt waren te onderscheiden.

## Dader
Na de schietpartij kwam de identiteit van de dader naar voren: Gabriel Wortman, een 51-jarige tandarts uit Portapique. Wortman had in zijn jonge jaren al een fascinatie voor luchtdrukgeweren en alles wat met de politie te maken had: zo had hij op latere leeftijd oude politiewagens gekocht en opgeknapt. Hij studeerde in 1986 af aan de Riverview High School in New Brunswick. Van Wortman werd gezegd dat zijn toekomst bij de politie zou liggen, terwijl Wortman zelf begrafenisondernemer wilde worden. Uiteindelijk werd hij eigenaar van 'Atlantic Denture Clinic', een tandartspraktijk met filialen in Dartmouth en Halifax. Er waren zeker twee politieauto’s bij zijn praktijk gestald. De schietpartij begon op Portapique Beach Road, bij een huis dat hij bezat en in brand stak.
Wortman stond bekend als een aardig persoon. Desondanks werd hij omschreven als 'het pispaaltje van de klas' en 'een freak'. Verder had Wortman een alcoholprobleem en moest hij vanwege de coronapandemie een maand voor de schietpartij zijn praktijken sluiten.